# Kamienica Pod Złotym Pucharem we Wrocławiu
Kamienica Pod Złotym Pucharem (j. niem. Zum Goldenen Becher) – kamienica na wrocławskim Rynku, na południowej pierzei Rynku, tzw. stronie Złotego Pucharu.

## Historia kamienicy i jej architektura

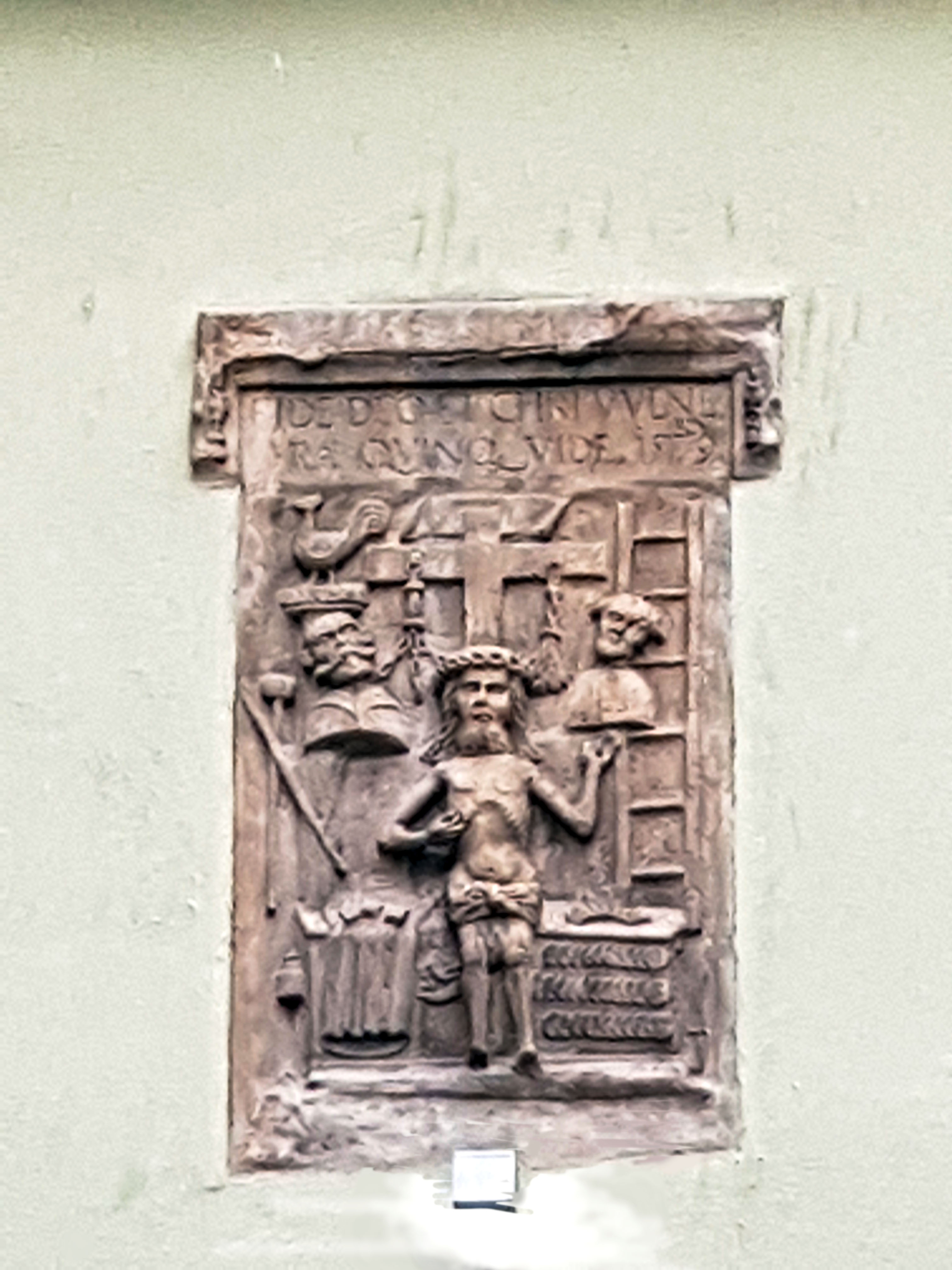
Średniowieczny relief na elewacji tylnej kamienicy

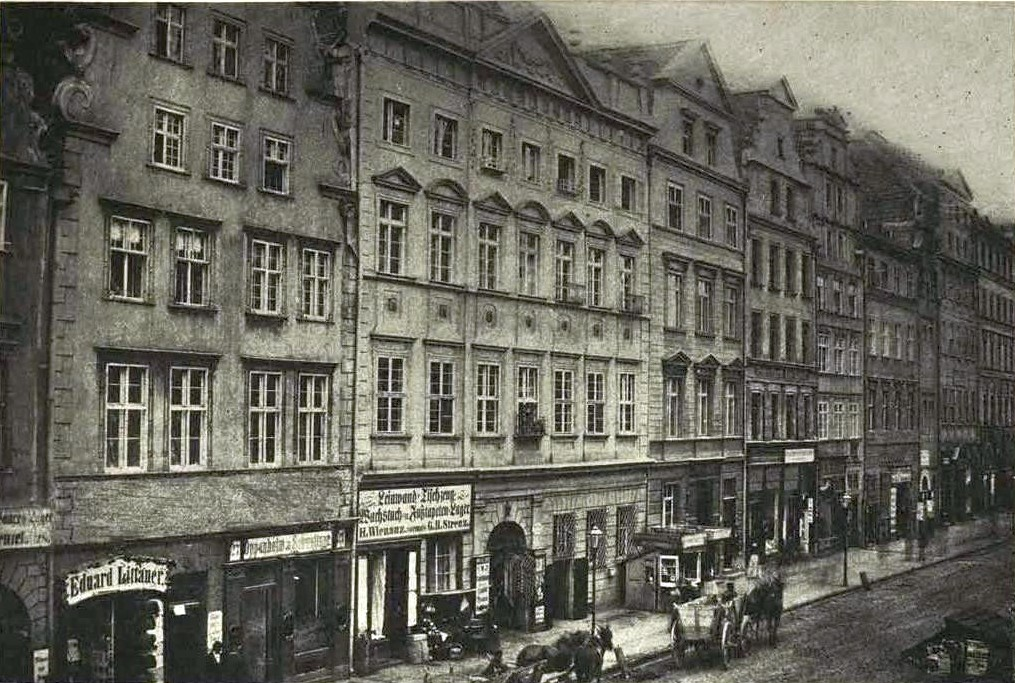
Kamienica Pod Złotym Pucharem przed 1870 rokiem (druga z lewej) z widocznym tympanonem

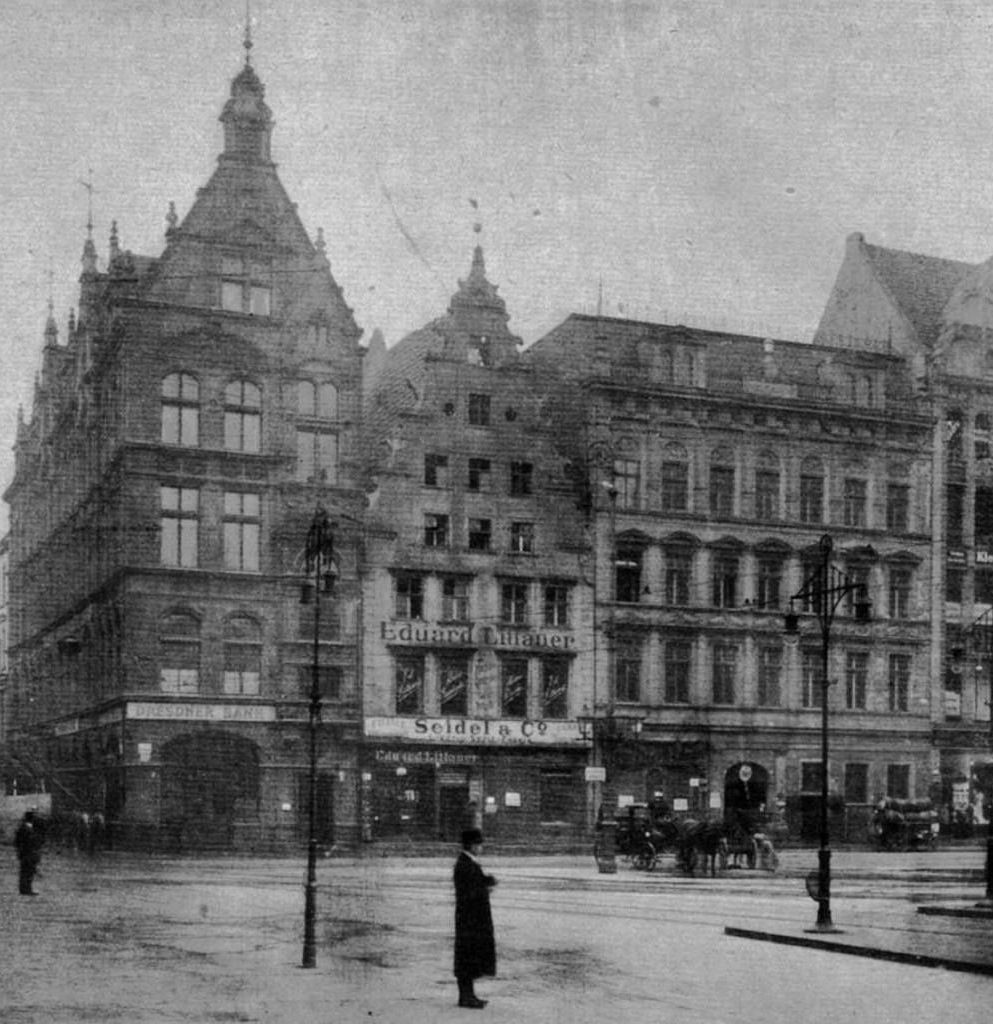
Kamienica Pod Złotym Pucharem przed 1909 rokiem (pierwsza z prawej)

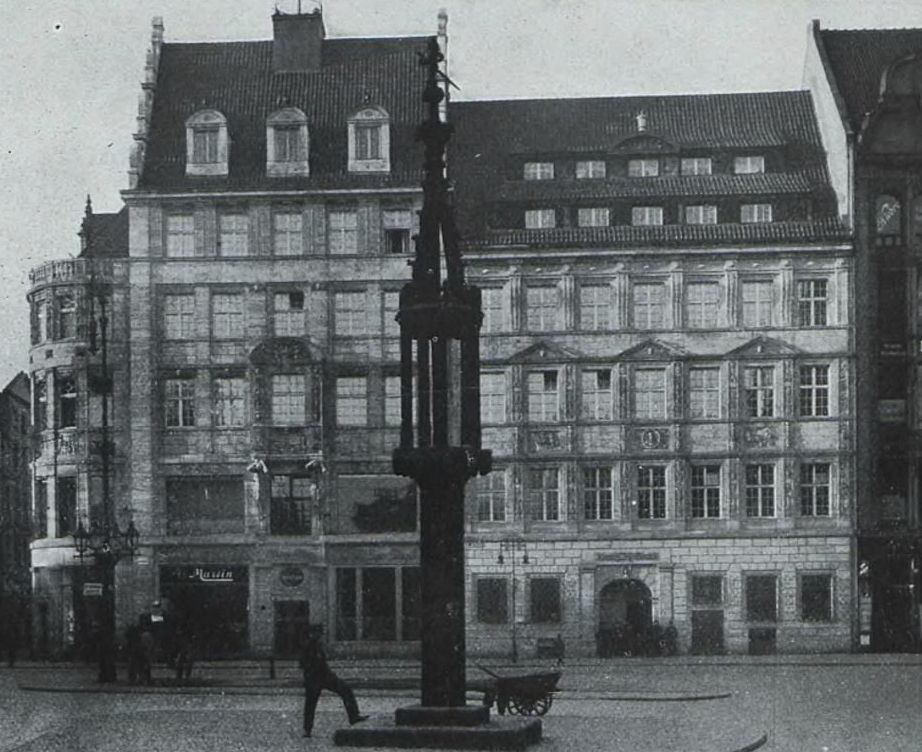
Kamienica Pod Złotym Pucharem po przebudowie w 1909 (z prawej)

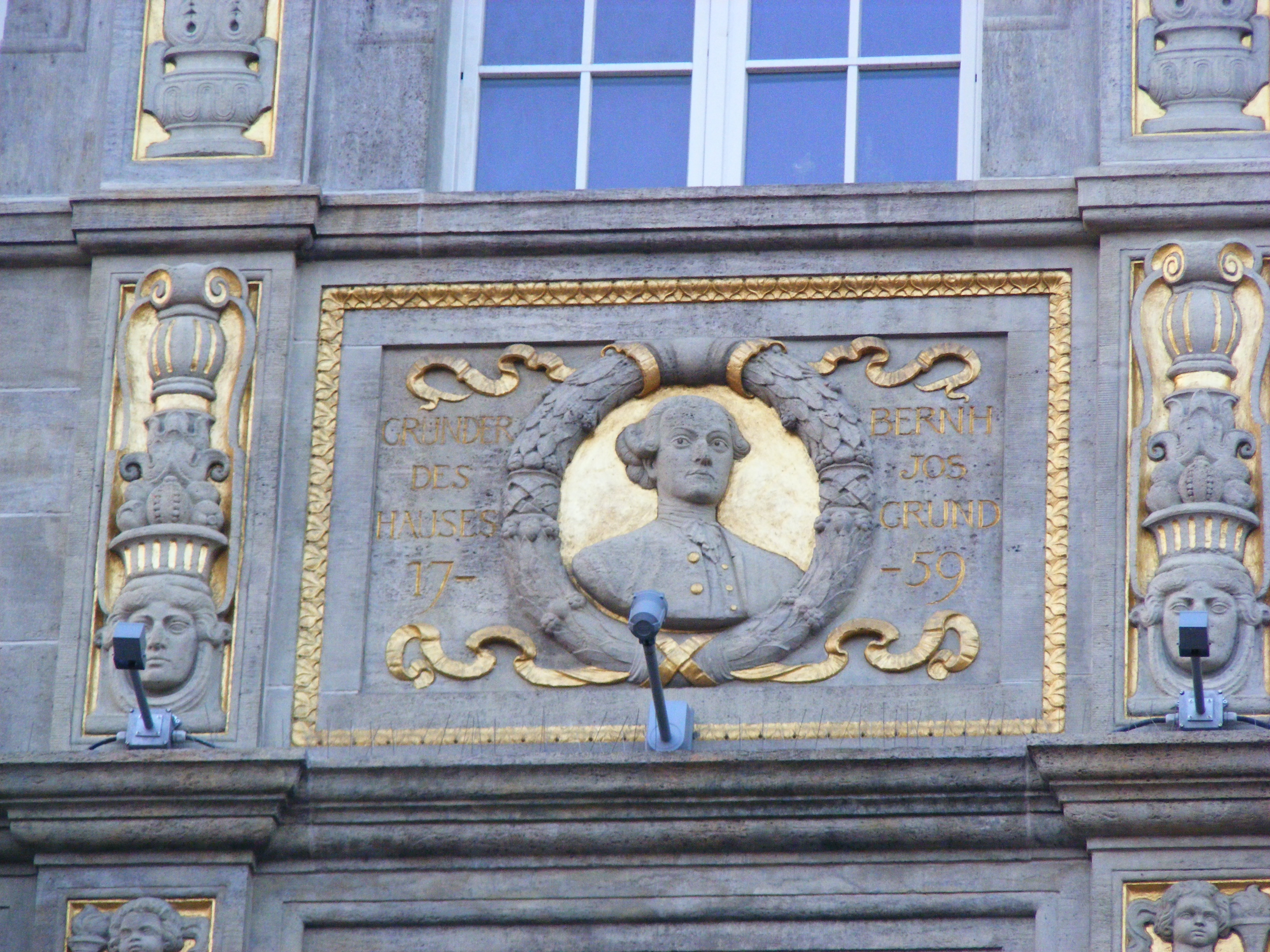
Płaskorzeźba z wizerunkiem Bernharda Josepha Grunda

Pierwszy zabudowania na parceli numer 26 powstała w średniowieczu, w XIII wieku i były to prawdopodobnie dwie mniejsze kamienice: starsza zachodnia i młodsza wschodnia. Ich szerokość wynosiła 17,3 metrów. W nieznanym okresie została połączona z parcelą znajdującą się przy ulicy Świdnickiej, tworząc literę „L”. Przyłączona parcela miała szerokość 3,5 m i mogła służyć jako przejazd na zaplecze domu przyrynkowego. W 1528 roku prawdopodobnie budynki zostały przebudowane. Z tego okresu pochodzi zachowana nad tylnym wejściem do budynku, kamienna tablica wotywna z reliefem przedstawiającym postać Chrystusa z atrybutami męki, z łacińską inskrypcją: „Ufaj Bogu i patrz na pięć ran Chrystusa”, z datą przebudowy i z wizerunkami dwóch fundatorów;. Według niektórych źródeł, na przełomie lat 1438–1439 w kamienicy miał gościć król Albrecht II Habsburg. Informacja ta wprowadzona przez Nicolausa Pola w XVII wieku jest kwestionowana przez historyków i być może miało dotyczyć kamienicy Pod Siedmioma Elektorami. Od drugiej połowy XVI wieku kamienica znajdowała się w posiadaniu rodziny Becherer, która to dokonała kolejne prace modernizacyjne; z tego okresu zachował się późnorenesansowy portal w sieni oraz kostkowe obramowanie skrajnego okna parteru w fasadzie. Od nazwiska piętnastowiecznej rodziny Bechererów pochodzi późniejsza nazwa kamienicy.
Jeden z właścicieli kamienicy z ostatnich dwóch dekad XVII wieku, H. Hänisch (wzmiankowany w latach 1658 i 1671) lub Anton Schode (właściciel kamienicy od 1690) był zleceniodawcą kolejnej poważnej przebudowy kamienicy w stylu barokowym. Powstała wówczas siedmioosiowa fasada, na której zakończeniu umieszczono tralkową balustradę i trójkątny tympanon związany z trzema środkowymi osiami (zob fot.2). Prawdopodobnie dach był płaski lub miał niewielkie nachylenie. Nad oknami wykonano charakterystyczne dla tego okresu trójkątne naczółki okienne na trzeciej kondygnacji.
Od 1758 roku nowym właścicielem budynku został szwedzki protestant Bernhard Joseph Grund; jego wizerunek do dnia obecnego widoczny jest na płaskorzeźbie znajdującej się na fasadzie budynku, a jego inicjały znajdują się w sieni budynku. Dwie pozostałe zachowane płaskorzeźby widoczne na elewacji budynku przedstawiają wóz i okręt żaglowy – symbole kupieckie.
W 1870 roku kamienica, będąca własnością kolejnego przedstawiciela rodu Grund, Friedricha Wilhelma przeszła gruntowną przebudowę. Jej autorem był mistrz murarski J. Neugebauer a głównym architektem był Osterlink. Do kamienicy dodano wówczas trzy skrzydła oficyn, wymieniono stropy, podwyższono czwartą kondygnację likwidując przy tym tympanon. Fasada zyskała neorenesansowy charakter. Na parterze zachowano portal i obramienia okien sklepu, ale od strony wschodniej, na potrzeby banku Bankhaus Oppenheim & Schweitzer, wykonano nowa witrynę szafkową.
Według Wojciecha Brzezowskiego, przed 1909 roku kamienica została gruntownie przebudowana. Nadano jej wówczas formę neomanierystyczną. Nad pracami miała czuwać pracownia projektowa Gaze & Böttcher.
Około 1909 roku firma Bernhard Joseph Grund, będąc właścicielem również kamienicy nr 27, ogłosiła konkurs na wykonanie projektu zgodnie z zaleceniami opiniotwórczej komisji „Stary i Nowy Wrocław”, która powstała ok. 1904 roku i miała za zadanie zapobiegać mocnych ingerencji budowlanych w zabytkowy krajobraz miasta. Projektanci musieli uwzględnić dobudowanie jednej kondygnacji z zachowaniem jej formy szczytowej oraz wyburzenie sąsiedniej kamienicy i wybudowania nowej harmonizującej architektonicznie z budynkiem nr 26. Okna w obu kamienicach miały mieć wielkość i kształt okien mieszkalnych. Całość miała przybrać formę wytwornego domu handlowego. Konkurs wyłowił zwycięzcę firmę Gaze & Böttcherale, ale projekt nie został zrealizowany. Przyczyną tego mogła być zmiana planów właścicieli. W 1910 roku firma Bernhard Joseph Grund wykupiła narożną kamienicę nr 28. Narodził się wówczas plan połączenia wszystkich trzech kamienic. Niezrealizowane projekty Gaze & Böttcher dotyczące szczytowych partii fasady zostały powierzone i zmodyfikowane w 1913 przez pracownię Karla Grossera. Prace budowlane rozpoczęto w 1913 roku.
Kamienica nr 26 została podniesiona o jedną kondygnację, zlikwidowano alternacje naczółków, a w ich miejsce umieszczono proste, prostokątne okna. Wykonano wówczas nową fasadę z kamiennymi neorenesansowymi rzeźbami, zmieniono również układ okienny na parterze i drzwi, nadając im formy zbliżone do pierwotnych średniowiecznych. We wnętrzu budynku zmieniono układ pomieszczeń na piętrach a kamienice połączono z kamienicą nr 27.

### Funkcje handlowe kamienicy
Do XVII wieku w kamienicy znajdował się zajazd. W drugiej połowie XIX wieku w kamienicy Pod Złotym Pucharem działała firma bieliźniarska Juliusza Henela. W pierwszych dekadach XX wieku na parterze działał sklep kolonialny. Po 1945, aż do lat pierwszej dekady XXI wieku w kamienicy znajdowała się Drogeria Pod Złotym Pucharem. Jej wnętrze ozdabiała stolarka wykonana w starym stylu, a w oknach znajdowały się trzy witraże, stylizowane na neogotyckie, nawiązujące tematyką do miejsca: pierwszy przedstawiał moździerz z tłuczkiem oraz szklaną buteleczkę na perfumy, a pośrodku na żółtym pasie przecinającym na pół tarczę znajdował się kwiat róży. Drugi witraż przedstawiał plan Wrocławia oparty na mapie miasta autorstwa Barthela Weihnera z 1562 roku. Trzeci miał formę prostokąta zamkniętego łukiem, a w jego centralnej części znajdował się złoty puchar, symbol kamienicy. Po zamknięciu drogerii wszystkie elementy ozdobne i witraże zostały usunięte.

### Właściciele i postacie związane z kamienicą
Pierwszym udokumentowanym właścicielem kamienicy (od 1347) był protoplasta rodziny z Zittau (z Żytawy), Niclos von Sittin (Sitten). Mikołaj był kupcem i inwestorem. Swoje interesy prowadził już na początku lat 20 XIV wieku. Kupował działki przy ulicy św. Wojciecha (obecnie ulica Wita Stwosza) oraz w jej pobliżu. Wraz z bratem Jacobem, przed 1336 właściciela kamienicy Rynek 4, powiększał swój majątek, skupując i sprzedając majątki ziemskie, posiadłości wiejskie, młyny, dochody, renty. W 1341 roku udzielił pożyczki królowi 800 grzywien pod zastaw 100 grzywien czynszu na dochodach z księstwa wrocławskiego. W latach 1322–1351 zasiadał w ławach i w radzie, gdzie w 1346 uzyskał godność seniora rady, a w 1349–1351 był pierwszym ławnikiem. Wespół z Piotrem Schwarz i Mikołajem z Krakowa ufundował kaplicę w kościele Św. Elżbiety. W późniejszych transakcjach towarzyszył mu jego syn Franzke, który również robił karierę polityczną: do składu rady był wybierany dwukrotnie w 1349 i 1351. W 1359 posesja została odsprzedana Arnoldowi Fusel, mężowi córki Mikołaja, Anny. Fusel, jeszcze do 1351 był współwłaścicielem kamienicy Rynek 19.
Po pięciu latach kamienica ponownie zmieniła właściciela i trafiła w ręce rodziny Schebitz: Petze (Pecze) von Schebicz, a następnie jego córki Margareth i jej męża Willuscha de Wras (1364-1376) oraz Hans Schewicz (1377-1378). Pomiędzy rokiem 1377 a 1387 Hans Schewicz zamienił się posesją z sąsiadem, właścicielem posesji 27, Piotrem Beyer młodszym. Prawdopodobnie przyczyną zamiany był brak zabudowy zatylnej i tylnego czy bocznego przejazdu na zaplecze co miało utrudniać Beyerowi w rozwinięciu jego działalności handlowej. Piotr Beyer młodszy od 1372 do 1397 był dwudziestokrotnie wybierany do ławy i rady miasta. W latach 1389, 1393–1394, 1396 piastował godność seniora rady, a w 1395 pierwszego ławnika. Jego ojciec, również radca, był właścicielem posesji nr 19. W 1402 roku posesje odziedziczył jego syn Marek a swoje udziały posiadali pozostali bracia Hans i Piotr.
Od 1418 roku właścicielem kamienicy zostali Niklas i Margareth Hering. Rajca miejski od 1439 był również właścicielem innej posesji przy Rynku 33 na wschodniej posesji. Po śmierci Niklasa i po zrzeczeniu się praw majątkowych jego dzieci Wenzela i Erasmusa na rzecz ich matki, jedyną właścicielką kamienicy do 1466 roku była Margareth Hering.
W 1466 roku kamienice, wraz z całym jej zadłużeniem czynszowym (ponad 23,5 grzywny czynszu, wykupne za ok. 230 grzywny) zakupił Kaspar Junghermann. Kaspar był z zawodu kramarzem, i jako przedstawiciel innych kramarzy, w latach 1478–1483 zasiadał w ławie. Do jego majątku należała działka przy ulicy Groszowej oraz dwa domy czynszowe przy Kurzym Targu (w latach 1467–1474). Po jego śmierci w 1483 kamienica była własnością jego nieletnich dzieci. W 1494 jego imiennik, Kaspar zrzekł się swoich udziałów na rzecz siostry Elżbiety i jej męża Hansa Becherera. Elżbieta zmarła w 1497 i została pochowana wraz z dziećmi w kościele św. Elżbiety, gdzie znajduje się jej nagrobek. W 1499 roku kamienica została poważnie zadłużona u bogacza Sebalda Sauermana (na 24 grzywny), ale pozostała w posiadaniu rodu do drugiej połowy XVI wieku.
Od drugiej połowy XVII wieku właścicielem kamienicy był H. Hänisch; wzmiankowany w dokumentach z 1658 i 1671 roku. Od 1690 roku kamienica była własnością kupca Johanna Antona Schodego. W 1758 roku kamienica została nabyta przez bogatego kramarza Bernharda Josepha Grunda i pozostała własnością rodu aż do 1945 roku. W budynku na parterze, na początku XX wieku znajdował się „Bank Wechselgeschäft Jaffe & Co.” oraz sklepy C. Menzel & Sohn, Pelzwaren, M. I. Hirschstein, Herrenkleider.

## Po 1945
Podczas działań wojennych w 1945 roku kamienica uległa wypaleniu. Została odbudowana według projektu Jana Burka w 1955 roku, dwupoziomowy strych został zastąpiony jednopoziomowym a dach kalenicowy dachem namiotowym. Fasada została ponownie zwieńczona tympanonem.